# Elephantomyia palmata
Elephantomyia palmata là một loài ruồi trong họ Limoniidae. Chúng phân bố ở miền Cổ bắc.